# Nancy Callahan
Nancy Callahan es un personaje ficticio de la serie de novelas gráficas Sin City de Frank Miller. En la película de 2005 está interpretada por Jessica Alba.

## Biografía
Con tan sólo 11 años Nancy fue secuestrada por Roark Jr., y el agente de policía John Hartigan acudió a ayudarla y se encontró con su compañero Bob quién le dispara y le hiere, y se lleva a Nancy con él. Antes de irse Hartigan a prisión, le promete a Hartigan que le escribirá una carta cada mes con el nombre de Cordelia. Al principio Nancy cumple su promesa y le escribe cada mes hasta que deja de escribirle.
A partir de ahí, empieza a trabajar en un bar de estriptis dónde conoce a Marv , con el que entabla una gran amistad. Hartigan sale de prisión se encuentra con ella en el bar y detrás se encuentra Roark Jr. con un aspecto asqueroso y amarillento. Roark les persigue, captura a Nancy y ahorca a Hartigan. Hartigan sale vivo, salva a Nancy y mata a Roark.

## Apariciones en cómics
- The Hard Goodbye (1994)
- A Dame to Kill For (1995)
- That Yellow Bastard (1997)
- Just Another Saturday Night (1999)

## Cine
Jessica Alba la interpretó en 2005 en la película Sin City y en 2013 en Sin City: A Dame to Kill For.
- Datos: Q3335564